# Misumenoides quetzaltocatl
Espèce
Misumenoides quetzaltocatl est une espèce d'araignées aranéomorphes de la famille des Thomisidae.

## Distribution
Cette espèce est endémique de Basse-Californie du Sud au Mexique,. Elle se rencontre dans la Sierra de la Laguna.

## Description
Les mâles mesurent de 2,57 à 2,67 mm et les femelles de 5,00 à 6,75 mm.

## Étymologie
Son nom d'espèce, composé des mots nahuatl quetzalli beau plumage vert et de tocatl araignée, lui a été donné en référence à sa couleur.

## Publication originale
- Jiménez, 1992 : New species of crab spiders from Baja California Sur (Araneae: Thomisidae). Journal of Arachnology, vol. 20, no 1, p. 52-57 (texte intégral).